# Amalthocera tiphys
Amalthocera tiphys är en fjärilsart som beskrevs av Jean Baptiste Boisduval 1836. Amalthocera tiphys ingår i släktet Amalthocera och familjen Thyrididae. Inga underarter finns listade i Catalogue of Life.